# 单瓣黄刺玫
单瓣黄刺玫（学名：Rosa xanthina f. normalis）为蔷薇科蔷薇属黄刺玫下的一个变型。

## 扩展阅读
- 維基物種上的相關：单瓣黄刺玫